# 藤田麻衣子
藤田麻衣子（1984年1月16日—）為日本愛知縣名古屋市綠區出身的創作歌手。經紀公司為GOOD-DAY。

## 簡歷
2006年9月以單曲「恋に落ちて」出道，現在共發行了10張單曲及5張專輯。所有的歌曲均由本人親自作詞作曲，歌曲多為抒情曲或打氣曲。除了為自己創作外，也有為其他藝人提供樂曲。
在2012年2月，「私らしく」被選定為KUMON的廣告歌。在4月，「ねぇ」被起用為電視動畫『緋色的碎片』的主題曲，這亦是藤田首次擔任電視動畫的主題曲。隨即在10月，「高鳴る」亦被起用為『緋色的碎片 第二章』的主題曲。在2012年的巡迴演出，所有公演場次的門票均售罄，隨後於2013年7月在NHK Hall再次舉辦演唱會。在2013年10月11日，藤田於日本武道館舉辦獨奏獨唱的一人音樂會，這在獨立音樂人之中非常罕見。
於2014年1月16日發表了移籍到Victor Entertainment的消息，並決定商業出道。在3月26日發行了商業出道單曲「涙が止まらないのは」。
有很多女性歌迷，演唱會有七成觀眾是女性。
擁有潔牙師執照。
因為主唱遊戲『緋色的碎片』系列的主題曲而獲得遊戲玩家支持。

## 作品

### 單曲
| 順序     | 發行日期       | 單曲名稱                                   | 規格編號   | 規格編號   | 最高位   |
| 順序     | 發行日期       | 單曲名稱                                   | 初回限定盤 | 通常盤     | 最高位   |
| 獨立時期 | 獨立時期       | 獨立時期                                   | 獨立時期   | 獨立時期   | 獨立時期 |
| -------- | -------------- | ------------------------------------------ | ---------- | ---------- | -------- |
| 1st      | 2006年9月6日   | 恋に落ちて                                 | LACM-34768 | LAMW-0003  | 圏外     |
| 2nd      | 2007年2月14日  | この白い雪と／忘れないで                   | DLCR-07021 | LACM-4800  | 191位    |
| 3rd      | 2008年2月13日  | 横顔〜わたしの知らない桜〜／今でもあなたが | -          | DLCR-08022 | 92位     |
| 4th      | 2009年8月5日   | あなたは幸せになる                         | -          | DLCR-09082 | 95位     |
| 5th      | 2011年5月11日  | 瞬間                                       | DLCK-11051 | DLCR-11051 | 44位     |
| 6th      | 2011年11月23日 | 泣いても 泣いても／花火                    | DLCK-11122 | DLCR-11122 | 55位     |
| 7th      | 2012年4月18日  | ねぇ                                       | LACM-34914 | LACM-4914  | 25位     |
| 8th      | 2012年10月17日 | 高鳴る                                     | LACM-34004 | LACM-14004 | 25位     |
| 9th      | 2013年6月12日  | 手紙 〜愛するあなたへ〜                    | DLCK-13061 | DLCR-13061 | 32位     |
| 商業     |                |                                            |            |            |          |
| 1st      | 2014年3月26日  | 涙が止まらないのは                         | VIZL-656   | VICL-36887 | 17位     |
| 2nd      | 2014年7月23日  | この恋のストーリー                         | VIZL-684   | VICL-36919 | 24位     |
| 3rd      | 2015年5月27日  | おぼろ月                                   | VIZL-832   | VICL-37051 | 33位     |

#### 配信限定單曲
| 順序 | 配信開始日期                          | 曲名      | 備註                            |
| ---- | ------------------------------------- | --------- | ------------------------------- |
| 1st  | 2012年2月29日                         | SUPERMOON | 收錄於第五張專輯『1%』          |
| 2nd  | 2013年8月26日（先行）/ 9月2日（一般） | サクラ    | 收錄於第一張商業專輯『one way』 |
| 3rd  | 2013年9月2日（先行）/ 9月9日（一般）  | 胸が熱い  | 收錄於第一張商業專輯『one way』 |

### 專輯

#### 原創專輯
| 順序     | 發行日期       | 專輯名稱 | 規格編號                        | 規格編號   | 最高位   |
| 順序     | 發行日期       | 專輯名稱 | 初回限定盤                      | 通常盤     | 最高位   |
| 獨立時期 | 獨立時期       | 獨立時期 | 獨立時期                        | 獨立時期   | 獨立時期 |
| -------- | -------------- | -------- | ------------------------------- | ---------- | -------- |
| 1st      | 2007年7月11日  | 会いたい | LACM-34768                      | DLCR-07071 | 125位    |
| 2nd      | 2008年10月8日  | 二人の彼 | DLCK-08101                      | DLCR-08101 | 28位     |
| 3rd      | 2010年1月13日  | さわって | DLCR-10013                      | DLCR-08022 | 58位     |
| 4th      | 2011年6月1日   | もう一度 | DLCK-11061                      | DLCR-11061 | 95位     |
| 5th      | 2012年7月18日  | 1%       | DLCK-11051                      | DLCR-11051 | 34位     |
| 商業     |                |          |                                 |            |          |
| 1st      | 2014年10月29日 | one way  | VIZL-729 VIZL-730（期間限定盤） | VICL-64211 | 18位     |
| 2nd      | 2015年12月2日  | 恋愛小説 | VIZL-913                        | VICL-64480 | 25位     |

#### 迷你專輯
| 順序 | 發行日期      | 專輯名稱   | 規格編號   | 規格編號   | 最高位 |
| 順序 | 發行日期      | 專輯名稱   | 初回限定盤 | 通常盤     | 最高位 |
| ---- | ------------- | ---------- | ---------- | ---------- | ------ |
| 1st  | 2010年10月6日 | 二度目の恋 | DLCK-10101 | DLCR-10101 | 36位   |

#### 精選輯
| 順序 | 發行日期      | 專輯名稱                       | 規格編號   | 規格編號   | 最高位 |
| 順序 | 發行日期      | 專輯名稱                       | 豪華盤     | 通常盤     | 最高位 |
| ---- | ------------- | ------------------------------ | ---------- | ---------- | ------ |
| 1st  | 2009年2月11日 | BEST ALBUM 〜緋色の欠片〜      | DLCK-09022 | DLCR-09022 | 34位   |
| 2nd  | 2013年2月13日 | LOVE STORY BEST 〜緋色の欠片〜 | DLCR-13021 | DLCK-13021 | 24位   |

### 商業搭配
| 楽曲                       | 搭配                                                          |
| -------------------------- | ------------------------------------------------------------- |
| 恋に落ちて                 | PS2遊戲『緋色的碎片』片頭曲                                   |
| この白い雪と               | PS2遊戲『緋色的碎片 〜在那片天空下〜』主題歌                  |
| 水風船                     | PS2遊戲『翡翠之雫 緋色的碎片2』片頭曲                         |
| あなたが私の頬に触れる時   | PS2遊戲『翡翠之雫 緋色的碎片2』片尾曲                         |
| 金魚すくい                 | PS2遊戲『真・翡翠之雫 緋色的碎片2』片頭曲                     |
| 今でもあなたが             | DS遊戲『緋色的碎片 DS』片頭曲                                 |
| 横顔〜わたしの知らない桜〜 | DS遊戲『緋色的碎片 DS』片尾曲                                 |
| 運命の人                   | PS2遊戲『蒼黑之楔 緋色的碎片3』片頭曲                         |
| 二人の彼                   | PS2遊戲『蒼黑之楔 緋色的碎片3』片尾曲                         |
| 君が手を伸ばす先に         | PSP遊戲『緋色的碎片 Portable』片頭曲                          |
| 瞬間                       | PS3遊戲『緋色的碎片 愛藏版 〜茜色的追憶〜』片尾曲             |
| 蛍                         | PS3遊戲『緋色的碎片 愛蔵版 〜茜色的追憶〜』片頭曲             |
| 戸惑い                     | DS遊戲『真・翡翠之雫 緋色的碎片2 DS』片頭曲                   |
| 安らげる場所               | DS遊戲『真・翡翠之雫 緋色的碎片2 DS』片尾曲                   |
| 花火                       | DS遊戲『蒼黑之楔 緋色的碎片3 DS』片頭曲                       |
| きっと                     | DS遊戲『蒼黑之楔 緋色的碎片3 DS』片尾曲                       |
| ねぇ                       | 電視動畫『緋色的碎片』片頭曲                                  |
| 卒業                       | PSP遊戲『蒼黑之楔 緋色的碎片3 迎向明天』片頭曲                |
| 二人なら                   | PSP遊戲『蒼黑之楔 緋色的碎片3 迎向明天』片尾曲                |
| 高鳴る                     | 電視動畫『緋色的碎片 第二章』片頭曲                           |
| 宝物                       | 電視動畫『緋色的碎片 第二章』最終回插入曲                     |
| それでも私は               | PSP遊戲『白華之檻 〜緋色的碎片4〜』片頭曲                     |
| 溢れる                     | PSP遊戲『白華之檻 〜緋色的碎片4〜』片尾曲                     |
| サクラ                     | PSP遊戲『白華之檻 〜緋色的碎片4〜 四季の詩』片頭曲            |
| 胸が熱い                   | PSP遊戲『白華之檻 〜緋色的碎片4〜 四季の詩』片尾曲            |
| それでいいんだ             | TBS電視台『がっちりマンデー!!』2007年7月 - 9月度片尾曲        |
| ずっと続いていくもの       | 日本電視台『音樂戰士 MUSIC FIGHTER』2010年1月度POWER PLAY     |
| 二度目の恋                 | 日本電視台『音龍門』2010年9月度Baby Dragon's Gate             |
| 泣いても泣いても           | TBS電視台『COUNT DOWN TV』2011年12月度片尾曲                  |
| 私らしく                   | KUMON（日本公文教育研究会） TV廣告「先生という仕事」篇        |
| 涙が止まらないのは         | 朝日放送『ビーバップ!ハイヒール』3月度片尾曲                  |
| つぼみ                     | 東海電視台 minimini drama special『ハンドベルの卒業式』主題歌 |
| この恋のストーリー         | 豪斯登堡「夏の光の王国」廣告歌                                |
| オレンジ                   | P&G×ローカルドラッグストアプロモーション 搭配歌曲             |
| 伝えたい言葉               | マリアージュ「本当に、ありがとう」篇 廣告歌                   |

## 演唱會
藤田麻衣子 東名阪Tour 
- 2008年5月17日（土） 大阪 ISHIHARA HALL
- 5月18日（日） 名古屋 東別院ホール
- 6月1日（日） 東京 草月ホール

藤田麻衣子One Man Live 2008〜二人の彼〜
- 2008年12月26日（金） 東京 SHIBUYA-AX

藤田麻衣子 東名阪Tour 緋色の欠片
- 2009年5月3日（日） 名古屋 千種文化小劇場
- 5月4日（祝月） 大阪 ABCホール
- 5月30日（土） 東京 九段会館

藤田麻衣子 Tour 2010〜さわって〜
- 2010年3月27日（土） 仙台 retroBackPage
- 4月3日（土） 大阪 能楽会館
- 4月4日（日） 名古屋 今池ガスホール
- 5月7日（金） 東京 C.C.レモンホール

藤田麻衣子 Winter LIVE 2011〜二度目の恋〜
- 2010年12月23日（木） 横浜 横浜市教育会館ホール（エコーレ）
- 2011年1月8日（土） 仙台 darwin
- 1月10日（月） 長野 CLUB JUNK BOX
- 1月15日（土） 名古屋 テレピアホール
- 1月16日（日） 大阪 大阪市立こども文化センター
- 1月21日（金） 東京 キリスト品川教会 グローリア・チャペル

藤田麻衣子 〜 5th Anniversary year 〜 Early Summer LIVE 2011
- 2011年5月14日（土） 浜松 窓枠
- 5月15日（日） 名古屋 テレピアホール
- 5月28日（土） 大阪 なんばHatch
- 5月29日（日） 京都 MUSE
- 6月11日（土） 東京 渋谷C.C.Lemonホール

藤田麻衣子 LIVE TOUR 2012 〜ねぇ、君は今だれを想っているの？〜
- 2012年8月5日（日） 名古屋 ダイアモンドホール
- 8月18日（土） 仙台 Rensa
- 9月1日（土） 大阪 なんばHatch
- 9月2日（日） 広島 CLUB QUATTRO
- 9月15日（土） 東京 渋谷公会堂

藤田麻衣子 LIVE TOUR 2013 〜高鳴る〜
- 【一人で高鳴る】弾き語り Ver.
- 2013年4月5日 （金）岡山 CRAZYMAMA KINGDOM
- 4月12日（金）新潟 LOTS
- 4月13日（土）仙台 Rensa
- 5月11日（土）熊本 DRUM Be-9 V1
- 5月12日（日）福岡 DRUM Be-1
- 5月18日（土）浜松 窓枠
- 5月30日（木）神戸 ウィンターランド
- 6月1日 （土）高松 オリーブホール
- 6月2日 （日）松山 ViVit Hall
- 【バンドで高鳴る】バンド Ver.
- 4月6日 （土）大阪 岸和田市立浪切ホール
- 5月17日（金）名古屋 日本特殊陶業市民会館 ビレッジホール
- 【みんなで高鳴る】スペシャル Ver.
- 7月31日（水）東京 NHKホール

藤田麻衣子 Acoustic Live Tour 2014
- 5月13日（火）大阪 心斎橋BIGCAT
- 5月14日（水）名古屋 ダイアモンドホール
- 5月21日（水）仙台 Rensa
- 5月31日（土）東京 AiiA Theater Tokyo
- 6月1日 （日）東京 AiiA Theater Tokyo

藤田麻衣子 LIVE TOUR 2014-2015 ～one way～
＜弾き語り公演＞
2014年 
- 11月15日（土）横浜 ランドマークホール
- 11月23日（日）札幌 DUCE
- 11月24日（月祝）札幌 DUCE
- 12月6日 （土）神戸 SLOPE
- 12月7日 （日）神戸 SLOPE
- 12月20日（土）福岡 イムズホール
- 12月21日（日）広島 CLUB QUATTRO
- 12月23日（火・祝）徳島 シビックセンター

＜バンド公演＞
2015年 
- 1月8日 （木）大阪 なんばHatch
- 1月9日 （金）名古屋 Zepp Nagoya
- 1月12日（月祝）仙台 仙台市民会館・小ホール
- 1月17日（土）東京 中野サンプラザ
- 1月18日（日）東京 中野サンプラザ

藤田麻衣子 弦楽四重奏 Live Tour 2015
- 7月10日（金） 東京 EX THEATER ROPPONGI
- 7月15日（水） 名古屋 電気文化会館 ザ・コンサートホール
- 7月16日（木） 大阪 OBP円形ホール
- 7月18日（土） 福岡 スカラエスパシオ

## 出演

### 廣播
- 藤田麻衣子の恋だ!愛だ?（2009年4月 - 2012年3月、bayfm）

### 電視
- TSB「赤坂6丁目スタジオ」（2012年4月 - 2013年3月、信州電視台）

## DVD
- OTOMATE PARTY♪ in メルパルクホール Live DVD（2008年5月24日、25日）※收錄的是24日的現場。

- 藤田麻衣子 〜5th Anniversary year〜 Early Summer LIVE 2011 / 2011.6.11 SHIBUYA C.C.Lemon Hall

- 藤田麻衣子 LIVE TOUR 2012 〜ねぇ、君は今だれを想っているの?〜 / 2012.9.15 涉谷公會堂

- 藤田麻衣子 LIVE TOUR 2013 ～高鳴る～ / 2013.7.31 NHKホール

## 樂曲提供
- 網上電視劇『恋のパラドラ』第4話插入歌『横顔〜わたしの知らない桜〜』。
- 平川大輔「共犯者」作詞・作曲（收錄於迷你專輯『dice』）。
- 平川大輔「propose」作詞・作曲（收錄於單曲「Identity +」）。
- 平川大輔「propose〜last night〜」作詞・作曲（收錄於單曲「Identity -」）。
- 喜多修平「この手で抱きとめるから」作詞（收錄於單曲「この手で抱きとめるから」）。
- 音無小鳥（瀧田樹里）「君が選ぶ道」作詞・作曲（收錄於『偶像大師 劇場版 邁向閃耀的彼端！』主題歌單曲「M@STERPIECE」）。
- 橘愛麗絲（佐藤亞美菜）「in fact」作詞・作曲（收錄於社交遊戲『偶像大師 灰姑娘女孩』角色歌單曲「THE IDOLM@STER CINDERELLA MASTER 036 橘ありす」）。

## 外部連結
- （日語）藤田麻衣子 官方網站 （页面存档备份，存于）
- （日語）藤田麻衣子 Blog「シンガーソングライター藤田麻衣子の明日も笑おう」（Ameba） （页面存档备份，存于）
- （日語）藤田麻衣子 官方Fan Club Site「毎日が妄想フェア」 （页面存档备份，存于）
- （日語）musicweb records （页面存档备份，存于）
- YouTube GOOD-DAY Channel （页面存档备份，存于）
- YouTube Victor Music Channel （页面存档备份，存于）
- 藤田麻衣子的X（前Twitter）
- 藤田麻衣子 Official Facebook
- 藤田麻衣子 Instagram （页面存档备份，存于）